# Secret (canção de Ronela Hajati)
"Secret" (em português: Segredo) é a canção que representou a Albânia no Festival Eurovisão da Canção 2022 que teve lugar em Turim. A canção foi selecionada através do Festivali i Këngës em dezembro de 2021. Na semifinal do dia 10 de maio, a canção não constou de entre os dez qualificados, pois terminou a semifinal em 12º lugar com 58 pontos.